# Eparchie Adigrat

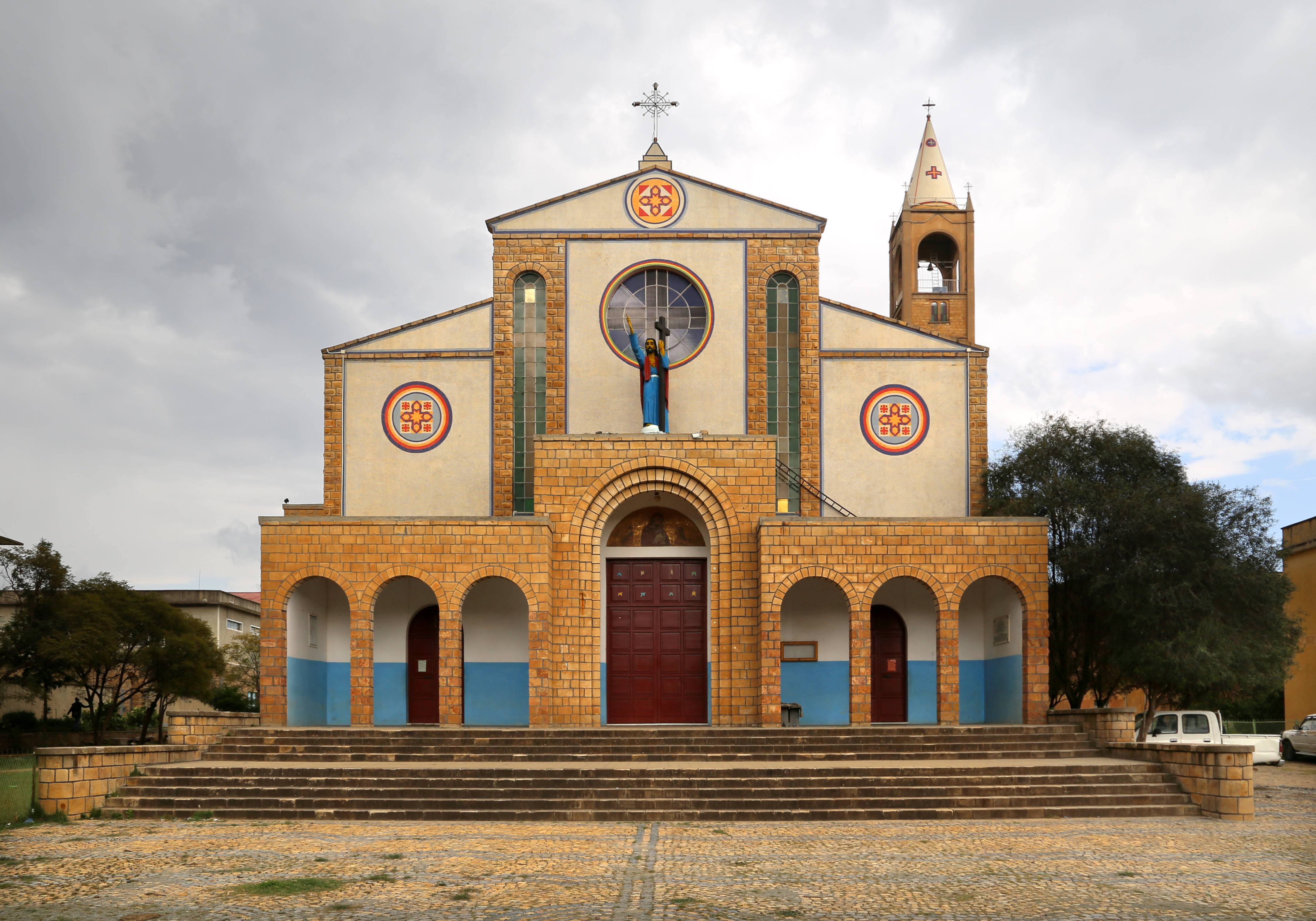
Die Kathedrale vom göttlichen Erlöser in Adigrat

Die in Äthiopien gelegene Eparchie Adigrat (lat.: Eparchia Adigratensis) ist ein Bistum der äthiopisch-katholischen Kirche, welche mit der römisch-katholischen Kirche uniert ist, mit Sitz in Adigrat.

## Geschichte
Das Apostolische Vikariat Tigray wurde am 25. März 1937 aus Gebietsanteilen des aufgeteilten Apostolischen Vikariats Abessinien errichtet. 1950 etwa 4.000 Gläubige in Pfarreien mit 8 Diözesanpriestern zählend, wurde es am 20. Februar 1961 zur selbständigen Eparchie Adigrat erhoben, die als Suffragandiözese der Erzeparchie Addis Abeba untersteht. 1970 zählte sie 9.848 Gläubige in 14 Pfarreien mit 33 Diözesanpriestern, 3 Ordenspriestern und 34 Ordensschwestern und wuchs bis zum Jahre 2002 auf 17.427 Gläubige in 33 Pfarreien mit 74 Diözesan- und 11 Ordenspriestern sowie 47 Ordensschwestern an.

## Bischöfe
- Bartolomeo Bechis CM (1937–1939)
- Salvatore Pane CM (10. Juni 1939–1951)
- Hailé Mariam Cahsai (9. April 1961–24. November 1970)
- Sebhat-Leab Worku SDB (12. Juni 1971–12. Oktober 1984)
- Kidane-Mariam Teklehaimanot (12. Oktober 1984–16. November 2001)
- Tesfay Medhin (seit 16. November 2001)